# Санджорджи, Филиппо
Филиппо Санджорджи (итал. Filippo Sangiorgi; 16 апреля 1831, Рим — 4 февраля 1901, Рим) — итальянский композитор, дирижёр и музыкальный педагог.
Первоначально учился играть на флейте под руководством Камилло Николетти, в пятнадцатилетнем возрасте поступил в оркестр флейтистом, но затем вынужден был оставить инструмент по состоянию здоровья и обратился к изучению композиции и музыкальной теории. Учился у Пьетро Раймонди. В возрасте 19 лет сочинил мессу, получившую высокие оценки. С 1851 года дирижировал городским оркестром в Риме. В 1867—1871 гг. руководил оркестром Национальной гвардии в Турине, затем вернулся к своим прежним обязанностям в Риме. С 1876 года жил и работал в Милане, затем в 1881—1893 гг. возглавлял Феррарский музыкальный институт.
На оперной сцене дебютировал в 1854 году оперой «Нищенка» (итал. La mendicante). Четыре последующих оперы создал в соавторстве с либреттистом Карло д’Ормевилем: «Иджиния д’Асти» (итал. Iginia d’Asti; 1862), «Гиземберга из Сполето» (итал. Guisemberga da Spoleto; 1864), «Джузеппе Бальзамо» (итал. Giuseppe Balsamo; 1873) и «Диана ди Шаверни» (итал. Diana di Chaverny; 1875). Из них наибольшим успехом пользовалась вторая.